# Kagayaku Sora no Shijima ni wa
 (mai 2024).
Si vous disposez d'ouvrages ou d'articles de référence ou si vous connaissez des sites web de qualité traitant du thème abordé ici, merci de compléter l'article en donnant les références utiles à sa vérifiabilité et en les liant à la section « Notes et références ».
Singles de Kalafina
Hikari no Senritsu
(2010) Magia
(2011)
Kagayaku Sora no Shijima ni wa est le 8esingle de Kalafina sorti sous le label Sony Music Entertainment Japan le 15 septembre 2010 au Japon. Il atteint la 14e place du classement de l'Oricon. Il se vend à 8 231 exemplaires la première semaine, et reste classé 5 semaines pour un total de 11 769 exemplaires vendus. Il sort en format CD et CD+DVD.
Kagayaku Sora no Shijima ni wa a été utilisé comme thème musical pour l'anime Kuroshitsuji II. Elle se trouve sur l'album After Eden. Yuki Kajiura a produit, créé les paroles et la musique de ce single.

## Liste des titres
| 1. | Kagayaku Sora no Shijima ni wa (輝く空の静寂には)                | 4:13 |
| 2. | Adore                                                            | 5:16 |
| 3. | Kagayaku Sora no Shijima ni wa ~Instrumental~ (輝く空の静寂には) | 4:12 |

| 1. | Kagayaku Sora no Shijima ni wa (輝く空の静寂には) |  |